# NGC 2470
NGC 2470 est une vaste (?) galaxie spirale située dans la constellation du Petit Chien. NGC 2470 a été découverte par l'astronome américain Lewis Swift en 1886.

## Caractéristiques
Sa vitesse par rapport au fond diffus cosmologique est de 4 286 ± 20 km/s, ce qui correspond à une distance de Hubble de 63,2 ± 4,4 Mpc (∼206 millions d'al).
À ce jour, une mesure non basée sur le décalage vers le rouge (redshift) donne une distance d'environ 86,400 Mpc (∼282 millions d'al). Cette valeur est à l'extérieur des valeurs de la distance de Hubble. Notons cependant que c'est avec la valeur moyenne des mesures indépendantes, lorsqu'elles existent, que la base de données NASA/IPAC calcule le diamètre d'une galaxie et qu'en conséquence le diamètre de NGC 2470 pourrait être d'environ 40,5 kpc (∼132 000 al) si on utilisait la distance de Hubble pour le calculer, en faisant ainsi de NGC 2470 une galaxie de taille moyenne.
La classe de luminosité de NGC 2470 est I-II et elle présente une large raie HI.